# Les Verts (Pologne)
Les Verts (en polonais : Zieloni), qui s’appelaient jusqu'en mars 2013 Les Verts 2004 (Zieloni 2004), sont un parti politique polonais écologiste, membre du Parti vert européen. Le parti a été fondé en septembre 2003 (mais formellement enregistré en février 2004) par des militants issus de différentes associations écologistes, féministes et de protection des droits de l'homme. Le parti est coprésidé actuellement par Małgorzata Tracz et Wojciech Kubalewski (pl), qui succède en 2020 à Marek Kossakowski (pl).

## Élections

Ancien logo des Verts.

### Élections européennes
- En 2004, ils ont obtenu 0,27 % des voix lors des élections européennes.
- Lors des élections européennes de 2009, les Verts créent une coalition de centre gauche avec la Social-démocratie de Pologne et le Parti démocrate - demokraci.pl. Ils n'obtiennent que 2,44 % et aucun siège de député européen.
- Pour des élections européennes de 2014, ils ne se présentent que dans 5 circonscriptions et n'obtiennent que 22 481 voix soit 0,32 % des suffrages (et donc aucun siège).
- En 2019, ils participent à la Coalition européenne (pl) (KE) mais ne remportent aucun siège.

### Élections législatives

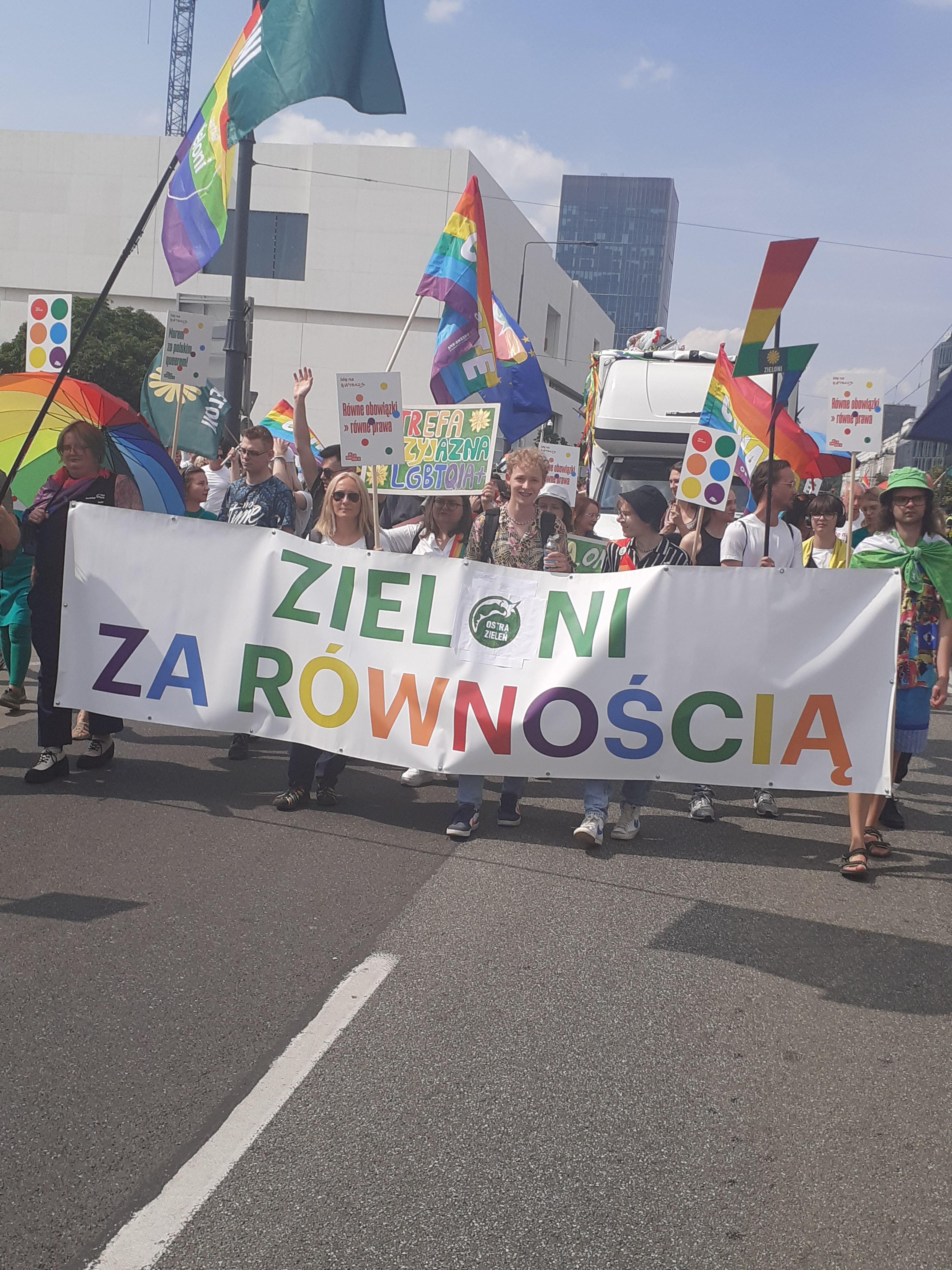
Les Verts à l'Equality Parade en 2023.

- En 2005, les Verts 2004 sont allés aux élections avec la Social-démocratie de Pologne et l'Union du travail et n'ont obtenu que 3,89 % des suffrages soit sous la barre des 5 %. Ils n'ont donc pas obtenu de siège au parlement.
- En 2007, ils ont soutenu 4 candidats au sénat, mais n'ont obtenu aucun siège.
- En 2011, ils ont présenté quelques candidats sur les listes de l'Alliance de la gauche démocratique (SLD), mais n'ont pas obtenu d'élu.
- En 2015, les Verts participent à la création de la Gauche unie avec l'Alliance de la gauche démocratique (SLD), Twój Ruch (TR), l'Union du travail (UP) et le Parti socialiste polonais (PPS) dans la perspective des élections générales de 2015 mais la coalition, avec 7,6 % des votes n'atteint pas le seuil nécessaire de 8 % pour avoir des élus.
- Pour les élections législatives de 2019, les Verts s'associent à la Coalition civique, ce qui leur permet d'avoir trois élus à la Diète : Małgorzata Tracz à Wrocław, Tomasz Aniśko (pl) dans la voïvodie de Lubusz et Urszula Zielińska (pl) à Varsovie.
- Lors des élections parlementaires polonaises de 2023, les Verts reconduisent leur participation à la Coalition civique et obtiennent de nouveau 3 élues : Małgorzata Tracz, Urszula Zielińska et Klaudia Jachira.

### Élection présidentielle
- En 2015, la députée Anna Grodzka (élue au parlement sur une liste de Twój Ruch, parti qu'elle a quitté en 2014) a été investie par les Verts, mais elle ne parvient pas à réunir les 100 000 signatures de parrainage nécessaires.
- En 2020, les Verts soutiennent le candidat de la Coalition civique à laquelle ils appartiennent : Małgorzata Kidawa-Błońska, puis Rafał Trzaskowski, de la Plate-forme civique.

## Coprésidents du parti
Coprésidentes :
- Magdalena Mosiewicz (pl) (2003-2008)
- Agnieszka Grzybek (pl) (2008-2010)
- Małgorzata Tkacz-Janik (2010-2011)
- Agnieszka Grzybek (pl) (2011-2015)
- Małgorzata Tracz (depuis 2015)

Coprésidents :
- Jacek Bożek (pl) (2003-2004)
- Dariusz Szwed (2004-2011)
- Radosław Gawlik (pl) (2011-2013)
- Adam Ostolski (2013-2016)
- Marek Kossakowski (pl) (2016-2020)
- Wojciech Kubalewski (pl) (depuis 2020)